# Wellington (ostrov)
Wellington je ostrov v Tichém oceánu, který patří Chile, od pevniny ho odděluje Messierův průliv. Leží v Patagonii 2000 km jižně od hlavního města Santiago de Chile a je největším ostrovem stejnojmenného souostroví. Ze severu na jih měří 157 km a s rozlohou 5555,7 čtverečních kilometrů je třetím největším ostrovem Chile a 106. největším na světě. Ostrov je pokračováním pevninského pohoří Cordillera de la Costa a tvoří ho magmatické horniny, má srázné břehy s četnými fjordy, nejvyšší bod měří 1463 metrů nad mořem. Část ostrova patří k národnímu parku Bernardo O'Higgins. 
Průměrné teploty se pohybují v létě mezi sedmi a dvanácti a v zimě mezi jedním a čtyřmi stupni Celsia, prší asi 25 dní v měsíci. Vegetaci tvoří převážně pabuk.
Na ostrově žije okolo 250 obyvatel, převážně v osadě Puerto Edén na východním pobřeží. Přežívají tu zbytky původních obyvatel z kmene Alakalufů, kteří ostrov osídlili před šesti tisíci lety. Hlavním zaměstnáním ostrovanů je rybolov.
Bývá také nazýván Velký Wellington pro odlišení od ostrova Serrano, zvaného Malý Wellington. 